# Київський професійний будівельний ліцей
Київський професійний будівельний ліцей (колишнє ПТУ № 27) — комунальний професійний навчальний заклад другого атестаційного рівня, який підпорядкований Міністерству освіти і науки України. Ліцей здійснює підготовку робітників високого рівня кваліфікації для будівельної галузі України з числа випускників загальноосвітніх навчальних закладів на основі базової чи повної загальної середньої освіти і діє на підставі Статуту, який розроблено відповідно до Положення про професійно-технічні навчальні заклади від 05.08.1998 року за № 1240.

## Історія закладу
Київський професійний будівельний ліцей (до 19.03.2003 р. — професійно-технічне училище № 27) створений наказом Головного управління Трудових резервів при РНК СРСР НР 831-а/З11 ЦЗ від 4 липня 1944 року як школа фабрично-заводського навчання (ФЗУ) № 8. У 1958 році на базі двох будівельних фабрично-заводських шкіл № 8 і № 36 було сформовано ПТУ № 27. З 1971 року ПТУ № 27 готує кваліфікованих робітників будівельної галузі з отриманням повної загальної середньої освіти. Ліцей розташований у Дарницькому районі. За роки свого існування було підготовлено більше 20-ти тисяч кваліфікованих робітників для будівельної галузі України. Випускники і учні ліцею брали участь в будівництві таких архітектурних споруд м. Києва: міський Центральний залізничний вокзал, Український Дім, ПК «Україна», ст. метро «Лук'янівська», «Осокорки», «Позняки» та інших, в проведенні реконструкції Київського фунікулеру, в будівництві житлових будинків у м. Києві та в інших містах України.

## Назви
- 1944 р. — школа фабрично-заводського навчання № 8.
- 1958 р. — школи ФЗН № 8, 36 реорганізовані в професійно-технічне училище № 27.
- 1962 р. — міське професійно-технічне училище № 27.
- 1995 р. — професійно-технічне училище № 27.
- від 2003 р. — Київський професійний будівельний ліцей.

## Структура закладу
- Методична комісія загальнобудівельних професій.
- Методична комісія суспільно-гуманітарних дисциплін.
- Методична комісія природничо-математичних дисциплін.
- Методична комісія слюсарно-зварювальних професій.
- Методична комісія фізичної культури і захисту Вітчизни.

## Професії

### На базі 9 класів
Касир (в банку), касир торговельного залу, адміністратор — термін навчання 3 роки
Касир — це фінансовий фахівець, який завідує грошової касою в банку або компанії і займається прийомом і видачею грошей та цінних паперів, працює з пластиковими банківськими картами і електронними грошима. Професія касира давно вже вийшла за рамки простого прийому-видачі грошей, сьогодні посаду касира часто поєднують в компаніях з посадами бухгалтера, контролера або іншого фінансового фахівця.

#### Електрогазозварник, рихтувальник кузовів— термін навчання 3 роки
Електрогазозварник з'єднує (зварює) елементи металоконструкцій, трубопроводи, деталі машин і механізмів за допомогою зварювального апарату. Збирає заготовки (вузли) конструкцій, здійснює їхнє транспортування в межах робочого місця, налагоджує зварювальне устаткування, встановлює необхідний режим зварювання, здійснює зоровий контроль швів. Запобігає виникненню напруги і деформацій у виробі. Основним знаряддям роботи електрозварника ручного зварювання є електрод. У процесі роботи електрозварник виконує поступальні і коливальні переміщення електроду, регулює температуру, довжину дуги і процес утворення шва. Для зварювання тонкого металу, кольорових металів, їхніх сплавів і чавуну використовується газовий пальник, в якому відбувається змішування горючого газу з киснем і утворення полум'я. Газозварник, окрім зварювання, виконує роботи з нарізання деталей різної довжини і за різними контурами, здійснює наплавлення, паяння і підігрівання металу. Праця електрогазозварника в основному ручна, виконується індивідуально, при мінімальному діловому спілкуванні. Працює як в приміщенні, так і на відкритому повітрі. Для захисту від теплових і світлових випромінювань використовує спецодяг і маску (щиток), що має захисні світлофільтри. Режим роботи в основному двозмінний, темп роботи вільний. Професія має 1-6 розрядів.

Вимоги
Професія ставить підвищені вимоги до фізичної сили і витривалості спеціаліста, його гостроти зору і кольоросприйняття, гнучкості і рухливості рук, ніг і усього тіла, вестибулярного апарата. Електрогазозварник повинен уміти тривалий час сконцентровувати увагу, володіти хорошою зорово-моторною координацією, розвиненою просторовою уявою і технічним мисленням, бути акуратним і урівноваженим.

#### Опоряджувальник будівельний— термін навчання 3 роки
Потреба будівництва в таких спеціалістах найбільша, тому, що за вартістю і трудовими затратами часу значну частину в загальному обсязі будівництва займають малярні, штукатурні та лицювальні роботи.
В ліцеї навчають виконанню високоякісної штукатурки; опорядженню віконних і дверних прорізів; штукатуренню фасадів декоративними штукатурками; штукатуренню поверхонь із застосуванням механізації; опорядженню поверхонь спеціальними штукатурками; фарбуванню поверхонь водяними і неводяними складами; альфрейним опорядженням поверхонь; обклеюванню поверхонь шпалерами; облицюванню поверхонь керамічними плитками та природним каменем; улаштування підлог з новітніх будівельних матеріалів.

#### Слюсар з ремонту колісних транспортних засобів— термін навчання— 3 роки
Автослюсар — спеціаліст, який готує машину в дорогу.
В автомобільному транспорті професія слюсаря з ремонту автомобілів — це професія № 2 після водія, якість і результат роботи якого багато в чому залежить від справності автомобіля.
Щоб автомашина запрацювала, її потрібно зібрати, налагодити, відрегулювати і випробувати, у процесі експлуатації — обслуговувати і ремонтувати. Все це — справа слюсаря з ремонту автомобілів. Чим складніша машина, тим вища класифікація слюсаря, і якими б не були досконалими інструменти, завжди буде потрібна людина з «розумними» руками. Тому потреба у спеціалістах з ремонту автомобілів буде постійною і, оволодівши цією професією, можна легко працевлаштуватися на різних автопідприємствах, фірмах автосервісу, автокомбінатах, автопарках «шляхових допомогах», навіть відкрити свою справу. Професія автослюсаря вважається престижною. У майбутньому професія збережеться, але в ній відбудуться суттєві зміни. Деякі операції зникнуть, ручна праця зведеться до мінімуму і процес в цілому буде автоматизований. За класифікацією професія слюсаря з ремонту автомобілів відноситься до професій типу «людина — техніка». Предмет праці автослюсаря: автомашина, її агрегати, системи, механізми, окремі її прилади, а також частини приладів і деталей. Основні операції: розбирання, ремонт, складання, регулювання, комплексне випробування відповідно до технічних умов експлуатації агрегатів та вузлів автомобілів різних марок. Знаряддя праці: різноманітні ручні інструменти — ключі і викрутки, молотки, пасатижі, вимірювальні пристрої, пневматичне обладнання, стенди, електричні механізми та пристрої тощо. Встановивши причини неполадок, слюсар розбирає і закріплює на своїх місцях, змащує частини, що труться, укладає лінії бортової комунікації. Робота закінчується оформленням необхідної здавальної документації. Праця автослюсарів вимагає значних фізичних зусиль і напруги. Вони працюють в бригаді або індивідуально.
Опанувати професію автослюсаря ви можете в нашому ліцеї після закінчення 11 класів. Одночасно з професією слюсаря ви отримаєте професію водія автотранспортних засобів.

### На базі 11 класів
- Опоряджувальник будівельний (термін навчання 1,5 роки).
- Електрогазозварник, рихтувальник кузовів (термін навчання 1,5 роки).
- Слюсар з ремонту колісних транспортних засобів (термін навчання 1 рік).

## Гуртки та секції
У ліцеї працює ряд позакласних гуртків та секцій, в яких беруть участь багато учнів. Серед них:
- Художнього слова.
- Ансамбль бандуристів.
- Секція настільного тенісу.
- Футбольна секція.
- Майстерня відносин.
- «Снайпер».